# Édon

Édon este o comună în departamentul Charente, Franța. În 1 ianuarie 2022 avea o populație de 272 de locuitori.